# Xã Spiritwood, Quận Stutsman, Bắc Dakota
Xã Spiritwood (tiếng Anh: Spiritwood Township) là một xã thuộc quận Stutsman, tiểu bang Bắc Dakota, Hoa Kỳ. Năm 2010, dân số của xã này là 73 người.